# Proton
För andra betydelser, se Proton (olika betydelser).
Protoner ({\displaystyle {p}}) är positivt laddade subatomära partiklar som tillsammans med neutroner bildar atomkärnor. Antalet protoner i en atomkärna bestämmer dess grundämne och atomnummer.

## Historia
Protonen upptäcktes 1918 av Ernest Rutherford när han sköt alfapartiklar in i kvävgas vilket resulterade i syre och protoner. Protonerna kunde identifieras då de gav samma utslag som vätekärnor (= protoner) på hans instrument. 

## Intern struktur
En proton har en positiv (elektromagnetisk) laddning med ett värde motsvarande en elementarladdning e = 1,602×10-19 coulomb. Massan är 1,6726×10-27 kg (1,00727647 u, 938,27 MeV/c2) vilket är 1836,15 gånger elektronens massa. Protonen är en baryon uppbyggd av tre kvarkar: två upp-kvarkar med elektrisk laddning +⅔ e och en ner-kvark med laddning - ⅓ e med sinsemellan olika färgladdningar.

## Massans ursprung
Kvarkarnas vilomassor uppskattas till 10 MeV. Det utgör bara en bråkdel av protonens massa – resten är kinetisk energi och bindningsenergi. Man kan göra en grov uppskattning av massan med en enkel överslagsräkning. Enligt Heisenbergs osäkerhetsprincip ges rörelsemängden p för en kvark i en låda med protonens mått av p = h/(2πr). Dessa kvarkar är relativistiska, vilket innebär att deras kinetiska energi kan uppskattas som E = pc = hc/(2πr). Med Plancks strukna konstant som 0,66×10−15 eVs och protonradien som 0,8×10−15 m får vi i runda tal massan m = 3×108 eV = 300 MeV per kvark.

## Stabilitet
Enligt såväl storförenad teori (GUT) som supersymmetriteorin ska protoner kunna sönderfalla med en halveringstid på minst 1030 år, vilket är mycket längre än universums ålder. Man har aldrig kunnat observera ett protonsönderfall, men pågående experiment har visat att halveringstiden är åtminstone 1034 år. Dessa mätningar är viktiga eftersom om protoner sönderfaller kommer de förr eller senare att övergå till positroner. Observationer av protonsönderfall skulle ge stöd åt teorierna.
Antalet protoner i universum uppskattas till 1080[källa behövs][när?].

## Kemi
Inom kemin och biokemin betraktar man protonen som en vätejon, betecknas H+. I detta sammanhang betraktas en protondonator som en syra och en protonacceptor som en bas.